# マインズ (芸能事務所)
マインズ（英: Mine'S）は、東京都渋谷区に本社を置く芸能プロダクション。

## 概要
主にAV女優のマネジメントを手掛けている。
Japan production guild（日本プロダクション協会）加盟プロダクション。
2009年12月に設立。当初は所属女優も少なかったものの、紗倉まなや小島みなみらの生え抜き組が人気が出たことで勢いづき、その後きみと歩実らが移籍。
2020年8月には、週刊ポストに「AV界きっての美女軍団」、「新進気鋭のプロダクション」と取り上げられた。2021年の同誌11月12日号では朝倉ここな、小倉由菜、加美杏奈、栗山莉緒、来栖すみれ、黒川すみれ、白石かんな、唯井まひろ、樋口みつは、三尾めぐ、南まゆ、桃園怜奈、みひな、八木奈々（50音順）14名のグラビアが「マインズガールズ」として掲載された。本社は渋谷にあることから、所属モデル数名が「渋谷女子」として取材されたこともある。
かつて所属していた澁谷果歩は印象を「（社員は）平日はスーツ着用」「敬語や名字にさん付けで女優さんと会話していることが多い」と記述している。
今でこそ人気女優を多数擁する押しも押されもせぬ大手事務所であるが、かつての所属女優である上原亜衣は自身のフォトエッセイで「自分やこじみなが入った頃はまだ駆け出しの無名事務所だった」旨のコメントをしている。
2017年11月から2023年3月までトークイベント「マインズ★パラダイス」を7年間28回にわたり主催。MCをあゆみんパイセンこときみと歩実が務めていた。
2022年、アパレルブランド「mns」（エムエヌエス）を開始。ラフォーレ原宿などでポップアップイベントを展開する。
2023年に週刊現代増刊として発売されたムック『WGLuxury Vol.1』では出演モデル5名すべてマインズ所属女優（唯井まひろ、加美杏奈、桃園怜奈、小倉由菜、八木奈々、宍戸里帆）となった。
2023年9月8日には代々木にてトークイベント「Mine’S～ベビードールthe–FRIDAY NIGHT＜今宵は水着＞」を開催。
ストリップ嬢も多く所属しており、2024年2月23日、東京都内でトークイベント「踊り子とenjoy」を開催。所属する前田のの、南まゆ、永澤ゆきの、武藤つぐみが参加した。
2024年7月5日、東京・A Talk Club WOOFERでの「マインズFRIDAY NIGHT」ではチーフマネージャー中西ことN西の生誕祭としてイベントが催された。同年には事務所設立15周年イベントも開催された。
2025年7月25日から27日には東京・原宿のDESIGN FESTA GALLERYで、所属女優23名を被写体にした写真展、「vari colori -東京23区 素肌で生きる彼女たち-」が開催された（撮影：日暮圭介）。

## 主な所属女優
- 明里ともか
- あさみ潤
- 一ノ瀬恋
- 入田真綾
- うんぱい
- 小倉由菜
- 加美杏奈
- 吉瀬沙耶
- きみと歩実
- 吉良薫
- 楠有栖
- 熊野あゆ
- 栗山莉緒
- 来栖すみれ
- 黒川すみれ
- 小島みなみ
- 琴石ゆめる
- 紗倉まな
- さつき芽衣
- 宍戸里帆
- 白石かんな
- 涼宮ましろ
- 唯井まひろ
- 田野憂
- 善場まみ
- 道明寺杏
- 永澤ゆきの
- 永田莉雨
- 夏巳ゆりか
- 七瀬ひまり
- 西野あずさ
- 西麻里奈
- 樋口みつは
- ひなちゆん
- 深田えいみ
- 福田もも
- 本田さとみ
- 前田のの
- 真白みのり
- 茉宮なぎ
- 丸山結愛
- 三尾めぐ
- 深月けい
- 南まゆ
- みひな
- 宮名遥
- 武藤つぐみ
- 桃香りり
- 桃園怜奈
- 森美希
- 八木奈々
- 和久井美兎
- 河北彩伽
- 北岡果林

## 主催イベント
- マインズ娘と泥酔ナイト（2016年11月1日 - 、新宿ネイキッドロフト）[14]
- マインズ★パラダイス[15]（2017年11月30日 - 、新宿レフカダ）[16]

## ラジオ番組
2018年1月9日より小島みなみがメインパーソナリティを務める『おなやみマインズ中毒』をHimalayaにて基本毎週火・木・土曜日に配信していた。2018年4月19日からは番組をリニューアルし、『AV女優 小島みなみのエロためになる話』を配信中。